# Середа Григорій Кузьмич
Григорій Кузьмич Середа (25 листопада 1925 Велика Данилівка, нині Харків — 18 листопада 1995 Харків) — український радянський психолог, видатний дослідник процесів пам'яті, педагог, у 1969—1995 очолював кафедру загальної психології ХНУ ім. Каразіна (на базі якої у 2000 постав перший в Україні факультет психології). Учень П. І. Зінченка, представник і очільник повоєнного покоління Харківської психологічної школи.

## Біографічна довідка
Народився 25 листопада 1925 в селі Велика Данилівка (нині район міста Харків). Навчався в одній з харківських шкіл, яку, однак, не встиг закінчити. В 1942 у віці 16 років був переміщений для примусових робіт у Німеччині. До визволення у 1945 побував також у нацистському концентраційному таборі.
1948 поступив на філологічний факультет Харківського державного університету, по його завершенню вчителював у Куп'янську.
Після 10 років педагогічної практики, 1963 року почав навчання на аспірантурі Харківського державного університету на кафедрі психології. Під керівництвом П. І. Зінченка здійснив дослідження «Мимовільна пам'ять і навчання», що було представлене в НДІ загальної та педагогічної психології АПН СРСР як кандидатська дисертація. Після успішного захисту в 1967 повернувся до Alma Mater, де викладав, а після смерті учителя, з 1969 очолював кафедру психології. 1972 року на кафедрі відкрилося перше в Україні та одне з перших в СРСР відділень психології.
Завдяки роботам, що розвивали психологічну теорію дільності в застосуванні до проблем пам'яті та навчання, здобув всесоюзне визнання. З 1970 входив у склад Президії Товариства психологів СРСР, а також науково-методичної та науково-технічної рад Міністерства вищої та середньої спеціальної освіти СРСР. 1985 року здобув ступінь доктора психологічних наук, захистивши в Інституті психології АН СРСР дисертацію «Пам'ять і діяльність (теоретичне й експериментальне вивчення природи людської пам'яті як функціональної психологічної системи)».
Входив до редакційних колегій журналів «Психология в России и восточно-европейских странах» (Каліфорнія, Сан-Дієго) та «Современное общество» (незалежне науково-публіцистичне видання створене Науково-дослідним центром «Інформсоціологія», Харків).
Очолював кафедру психології ХНУ ім. Каразіна до своїх останніх днів. Загинув за тиждень до свого семидесятиріччя в автокатастрофі.

## Внесок у дослідження пам'яті
Оцінюючи науковий спадок свого вчителя, представники факультету психології ХНУ зазначають, що
Г. К. Середа розвинув ідеї П. І. Зінченка 
…щодо мимовільного запам'ятовування, значення дії та місця матеріалу в структурі дії для ефективності його мимовільного запам'ятовування, ідеї системного аналізу, ролі мотиваційної сфери. Разом з тим, він запропонував і розробив нову теорію пам'яті і ввів нове визначення пам'яті, згідно з яким пам'ять є психологічним механізмом системної організації індивідуального досвіду, необхідною умовою здійснення наступної діяльності. Ним було виокремлено специфічні функції пам'яті: часової організації елементів досвіду й оціночно-змістовного фільтру, який організує елементи досвіду згідно їх значимості для людини.
Висунута і експериментально доведена Г. К. Середою гіпотеза про футурогенну природу пам'яті полягає в наступних положеннях: пам'ять виконує в діяльності «темпоральну функцію», тобто функцію часового співвіднесення результатів попередніх і наступних дій; у всякій системі дій мнемічний відбір результатів (принцип фільтра) здійснюється, виходячи з наступної дії та стратегічної задачі. Такий фільтр регулюється мотивами і цілями діяльності: наступні цілі детермінують закріплення тих результатів, які будуть потрібними для подальшого перебігу діяльності. Отже, визначальною умовою запам'ятовування є мотиваційно-потребова настанова, спрямована у майбутнє, а мнемічна продуктивність дії залежить від організації системи дій, в якій вона здійснюється.

У запропонованій Г. К. Середою теоретичній моделі пам'яті були реалізовані дві тенденції: інтенціональна й реконструктивна. Під інтенціональністю пам'яті розумілась спрямованість її в майбутнє, оскільки саме майбутнє визначає, що буде закріплено в пам'яті. Згідно з реконструктивною тенденцією в пам'яті нічого не зберігається в незмінному виді, і ця мінливість пам'яті і є законом її функціонування. Г. К. Середою було експериментально доведене й положення щодо єдиної природи короткочасного і довгочасного запам'ятовування та їх залежності від характеру діяльності. Висунутий ним принцип фільтра є єдиним для всіх видів пам'яті. Він також показав, що як і різні види пам'яті, всі мнемічні ефекти також мають єдину природу, а їх прояв залежить від організації системи дій. Г. К. Середа також започаткував вивчення проблеми «пам'ять і особистість», того, як особистість детермінує пам'ять, її зміст і розвиток, а також як пам'ять впливає на особистість, будуючи та перебудовуючи її досвід.

### Деякі публікації
- Sereda, G. K. (1985). The scientific contribution of P.I. Zinchenko to the development of the psychology of memory (On his 80th birthday). Soviet psychology, 1985, 24(1), 24-34.
- Sereda, G. K. (1994). The significance of P.I. Zinchenko's scientific comtribution to the development of the psychology of memory (On his 80th birthday). Journal of Russian and East European Psychology, 1994, 32(2), 23-32.
- Sereda, G. K. (1994). The Kharkov school of psychology. Journal of Russian and East European Psychology, 1994, 32(2), 7-8.
- Середа Г. К., Снопик Б. И. Про вплив способів попередньої дії на мнемічний ефект наступної дії// Вісн. Харків. Ун-ту. 1972. Вип. 5. № 76. Проблеми психології пам'яті і навчання.
- Середа Г. К., Файер А. Д. Взаємовплив попередньої та наступної дії і продуктивність мимовільного короткочасного запам'ятовування матеріалу // Вісн. Харків. Ун-ту. 1974.Вип. 7. № 103. Психологія.
- Середа Г. К. Про новий підхід до розуміння психологічної природи пам'яті // Вісн. Харків. Ун-ту. 1973. Вип.6. № 91. Психологія.
- Бейдер Е. И., Середа Г. К. Зависимость запоминания учебного материала от организации познавательной деятельности студентов // Вестн. Харьк. Ун-та. 1977. № 155. Психология памяти и обучения.
- Середа Г. К. Проблема памяти и обучении // Вопросы психологии. 1967. № 1.
- Середа Г. К. О структуре учебной деятельности, обеспечивающей высокую продуктивность непроизвольного запоминания // Проблемы психологии памяти. Харьков, 1969.
- Середа Г. К. Память и обучение как теоретическая проблема // Психологические механизмы памяти и ее закономерности в процессе обучения: Материалы I Всесоюзного симпозиума по психологии памяти. Харьков, 1970.
- Середа Г. К. Непроизвольное запоминание и обучение // Вестн. Харьк. Ун-та 1968. Вып. 1. № 30. Проблемы психологии памяти и обучения.
- Середа Г. К., Сергеева Т. В. Организация учебно-познавательной деятельности и запоминание материала (опыт экспериментального обучения иностранному языку в техническом вузе) // Вестн. Харьк. Ун-та. 1981. Вып. 14. № 209. Психология памяти и обучения.
- Середа Г. К., Тюрина В. А. Организация обучения, ориентрованного на непроизвольное запоминание знаний // Вестн. Харьк. Ун-та. № 209. Психология памяти и обучения. 1981. Вып. 14.
- Середа Г. К. Методические рекомендации к изучению темы «Проблема воли в культурно-исторической теории» в курсе / Общая психология" для студентов 1—2 курсов биологического факультета. Харьков, 1987.
- Середа Г. К., Снопик Б. И. Зависимость кратковременного запоминания от характера деятельности // Вестн. Харьк. Ун-та. 1969. Вып. 2. № 30. Проблемы психологии памяти и обучения.
- Середа Г. К., Снопик Б. И. К проблеме единства механизмов кратковременной и долговременной памяти //Вопросы психологии. 1970. № 6.
- Середа Г. К., Снопик Б. И. Слуховая кратковременная память в условиях совмещения познавательной и мнемической задач // Вестн. Харьк. Ун-та. 1970. Вып. 3. № 58.Проблемы психологии памяти и обучения.
- Середа Г. К., Соловьева Е. В. К проблеме изучения специфических эффектов памяти с позиций системно-деятельностного подхода // Вестн. Харьк. ун_та. № 200. Психология памяти и обучения. 1980. Вып. 13.
- Середа Г. К. К проблеме соотношения основных видов памяти в концепции «деятельность—память—деятельность» // Вестн. Харьк. Ун-та. 1979. Вып. 12. № 187. Психология памяти и обучения.
- Середа Г. К. К вопросу о соотношении основных понятий в концепции «память—деятельность» // Вестн. Харьк. ун-та. 1975. Вып. 8. № 122. Психология.
- Середа Г. К. Память как механизм системной организации индивидуального опыта // Вестн. Харьк. Ун-та.1982. № 224. Психология познавательных процессов.
- Середа Г. К. Теоретическая модель памяти как механизма системной организации индивидуального опыта //Вестн. Харьк. Ун-та. 1984. № 253. Психология деятельности и познавательных процессов.
- Середа Г. К. Развитие исследований, связанных с изучением процессов памяти в системе действий // Вестн. Харьк. ун-та. 1980. Вып. 13. № 200, Психология памяти и обучения.
- Середа Г. К. Функциональная асимметрия мозга и память (факты и гипотезы) // Вестн. Харьк. Ун-та. 1989. № 337.
- Середа Г. К. Методические рекомендации к изучению темы «Развитие психики и сознания человека» в курсе «общая психология». Харьков, 1987.
- Середа Г. К. Что такое память? // Психологический журнал. 1985. Т. 6. № 6.
- Середа Г. К. Память и личность: реабилитация или постановка проблемы // Психология в балтийских республиках: 1990: Тезисы докладов 8_й конференции психологов Балтийских республик. Вильнюс, 1990.
- Середа Г. К. О значении научного вклада П. И. Зинченко в развитие психологии памяти (К 80-летию со дня рождения) // Вопросы психологии. 1984. № 6.
- Середа Г. К., Лактионов А. Н. Деятельностная парадигма и проблема памяти в трудах П. И. Зинченко (к 90-летию со дня рождения) // Вопросы психологии. 1993. № 4.

## Публікації про Г.К.Середу
[Архівовано 4 березня 2016 у Wayback Machine.] Иванова Е. Ф. Теория памяти Г. К. Середы как развитие идей школы П. И. Зинченко // Культурно-историческая психология — 2009. № 2